# Dagmarkt
De Dagmarkt was een Nederlandse supermarkt in het middensegment dat tot begin jaren 1990 onder de paraplu van Vendex (Vendex Food Groep) werkte.
De oude, enigszins onduidelijke formule - de filialen verschilden sterk in omvang van buurtwinkel tot grote stadswinkel en met een prijsniveau dat boven de goedkoopste supermarkten lag - was op den duur uitgewerkt, zodat in 1996 de filialen werden omgezet naar een Edah of Basismarkt dan wel werden gesloten. Aan het eind van zijn bestaan omvatte de keten 76 vestigingen. 